# Movistar Team
Movistar Team (Kod UCI: MOV) – hiszpańska zawodowa grupa kolarska, sponsorowana przez giganta telekomunikacyjnego Telefónica.

## Historia
Drużyna rozpoczęła swoje istnienie pod nazwą Reynolds w 1980, następnie zmieniała nazwy w wyniku podpisania umów sponsorskich z Banesto i Iles Baleares. W 2006 zespół przejął francuski bank Caisse d’Epargne.
Caisse d’Epargne ogłosiło na początku 2010, że wycofuje się ze sponsorowania kolarstwa. Od tego czasu szef zespołu, Eusebio Unzué walczył, aby znaleźć nowego sponsora tytularnego dla swojej drużyny z wieloma gwiazdami, w tym z Luisem Leonem Sanchezem, o którego zabiegały inne zespoły. Zaznaczył również, że musiał podjąć tę decyzję do 15 sierpnia, tak aby w razie niepowodzenia, zawodnicy mieli czas na znalezienie nowego pracodawcy. Dodatkowo w czerwcu lider zespołu Alejandro Valverde otrzymał dwa lata zawieszenia od Trybunału Arbitrażowego do Spraw Sportu za udział w aferze dopingowej Operación Puerto. Mimo wielu problemów, zespół znalazł nowego sponsora i od 1 stycznia 2011 nosi nazwę Movistar Team.
Od sezonu 2015 grupa jest zarejestrowana w dywizji UCI WorldTeams.

### Nazwa grupy w poszczególnych latach
| Lata      | Nazwa                          |
| --------- | ------------------------------ |
| 1980–1989 | Reynolds                       |
| 1990–2003 | Banesto                        |
| 2004–2005 | Illes Balears-Banesto          |
| 2005–2006 | Illes Balears-Caisse d’Épargne |
| 2007–2010 | Caisse d’Épargne               |
| od 2011   | Movistar Team                  |

## Obecny skład (2024)
| Skład drużyny 2024             | Skład drużyny 2024   | Skład drużyny 2024 | Skład drużyny 2024                       |
| Imię i nazwisko                | Data urodzenia       | Państwo            | Poprzednia grupa                         |
| ------------------------------ | -------------------- | ------------------ | ---------------------------------------- |
| Alex Aranburu                  | 19 września 1995     | Hiszpania          | Astana-Premier Tech (2021)               |
| Jorge Arcas                    | 8 lipca 1992         | Hiszpania          | Lizarte (2015)                           |
| Jon Barrenetxea                | 20 kwietnia 2000     | Hiszpania          | Caja Rural-Seguros RGA (2023)            |
| William Barta                  | 4 stycznia 1996      | Stany Zjednoczone  | EF Education-Nippo (2021)                |
| Carlos Canal                   | 28 czerwca 2001      | Hiszpania          | Euskaltel-Euskadi (2023)                 |
| Rémi Cavagna                   | 10 sierpnia 1995     | Francja            | Soudal Quick-Step (2023)                 |
| Davide Cimolai                 | 13 sierpnia 1989     | Włochy             | Cofidis (2023)                           |
| Davide Formolo                 | 25 października 1992 | Włochy             | UAE Team Emirates (2023)                 |
| Iván García Cortina            | 20 listopada 1995    | Hiszpania          | Bahrain McLaren (2020)                   |
| Fernando Gaviria               | 19 sierpnia 1994     | Kolumbia           | UAE Team Emirates (2022)                 |
| Ruben Guerreiro                | 6 lipca 1994         | Portugalia         | EF Education-EasyPost (2022)             |
| Johan Jacobs                   | 1 marca 1997         | Szwajcaria         | Lotto-Soudal U23 (2019)                  |
| Oier Lazkano                   | 7 listopada 1999     | Hiszpania          | Caja Rural-Seguros RGA (2021)            |
| Enric Mas                      | 7 stycznia 1995      | Hiszpania          | Deceuninck-Quick Step (2019)             |
| Manlio Moro                    | 17 marca 2002        | Włochy             | Zalf Euromobil Fior (2023)               |
| Gregor Mühlberger              | 4 kwietnia 1994      | Austria            | Bora-Hansgrohe (2020)                    |
| Mathias Norsgaard              | 5 maja 1997          | Dania              | Riwal Readynez (2019)                    |
| Nelson Oliveira                | 6 marca 1989         | Portugalia         | Lampre-Merida (2015)                     |
| Antonio Pedrero                | 23 października 1991 | Hiszpania          | Inteja-MMR Dominican cycling team (2015) |
| Nairo Quintana                 | 4 lutego 1990        | Kolumbia           | Arkéa-Samsic (2022)                      |
| Vinicius Rangel (1 sty–19 sie) | 26 maja 2001         | Brazylia           | Telco.m-On Clima-Osés (2021)             |
| Iván Romeo                     | 16 sierpnia 2003     | Hiszpania          | Hagens Berman Axeon (2022)               |
| Javier Romo                    | 6 stycznia 1999      | Hiszpania          | Astana Qazaqstan Team (2023)             |
| Einer Rubio                    | 22 lutego 1998       | Kolumbia           | Aran Vejus (2019)                        |
| Sergio Samitier                | 31 sierpnia 1995     | Hiszpania          | Euskadi Basque Country-Murias (2019)     |
| Gonzalo Serrano                | 17 sierpnia 1994     | Hiszpania          | Caja Rural-Seguros RGA (2020)            |
| Iván Sosa                      | 31 października 1997 | Kolumbia           | Ineos Grenadiers (2021)                  |
| Pelayo Sánchez                 | 27 marca 2000        | Hiszpania          | Burgos-BH (2023)                         |
| Albert Torres                  | 26 kwietnia 1990     | Hiszpania          | Inteja-Dominican cycling team (2018)     |
| Lorenzo Milesi                 | 19 marca 2002        | Włochy             | Team DSM-Firmenich (2023)                |
|                                |                      |                    |                                          |
| Źródło: ProCyclingStats        |                      |                    |                                          |

## Sezony

### 2023

#### Skład
| Skład drużyny 2023      | Skład drużyny 2023   | Skład drużyny 2023 | Skład drużyny 2023                       |
| Imię i nazwisko         | Data urodzenia       | Państwo            | Poprzednia grupa                         |
| ----------------------- | -------------------- | ------------------ | ---------------------------------------- |
| Alex Aranburu           | 19 września 1995     | Hiszpania          | Astana-Premier Tech (2021)               |
| Jorge Arcas             | 8 lipca 1992         | Hiszpania          | Lizarte (2015)                           |
| William Barta           | 4 stycznia 1996      | Stany Zjednoczone  | EF Education-Nippo (2021)                |
| Imanol Erviti           | 15 listopada 1983    | Hiszpania          |                                          |
| Iván García Cortina     | 20 listopada 1995    | Hiszpania          | Bahrain McLaren (2020)                   |
| Fernando Gaviria        | 19 sierpnia 1994     | Kolumbia           | UAE Team Emirates (2022)                 |
| Abner González          | 9 października 2000  | Portoryko          | Inteja-Imca-Ridea DCT (2019)             |
| Ruben Guerreiro         | 6 lipca 1994         | Portugalia         | EF Education-EasyPost (2022)             |
| Juri Hollmann           | 30 sierpnia 1999     | Niemcy             | Heizomat rad-net.de (2019)               |
| Gorka Izagirre          | 7 października 1987  | Hiszpania          | Astana-Premier Tech (2021)               |
| Johan Jacobs            | 1 marca 1997         | Szwajcaria         | Lotto-Soudal U23 (2019)                  |
| Matteo Jorgenson        | 1 lipca 1999         | Stany Zjednoczone  | Chambéry CF (2019)                       |
| Max Kanter              | 22 października 1997 | Niemcy             | Team DSM (2021)                          |
| Oier Lazkano            | 7 listopada 1999     | Hiszpania          | Caja Rural-Seguros RGA (2021)            |
| Enric Mas               | 7 stycznia 1995      | Hiszpania          | Deceuninck-Quick Step (2019)             |
| Lluís Mas               | 15 października 1989 | Hiszpania          | Caja Rural-Seguros RGA (2018)            |
| Gregor Mühlberger       | 4 kwietnia 1994      | Austria            | Bora-Hansgrohe (2020)                    |
| Mathias Norsgaard       | 5 maja 1997          | Dania              | Riwal Readynez (2019)                    |
| Nelson Oliveira         | 6 marca 1989         | Portugalia         | Lampre-Merida (2015)                     |
| Antonio Pedrero         | 23 października 1991 | Hiszpania          | Inteja-MMR Dominican cycling team (2015) |
| Vinicius Rangel         | 26 maja 2001         | Brazylia           | Telco.m-On Clima-Osés (2021)             |
| Óscar Rodríguez         | 6 maja 1995          | Hiszpania          | Astana-Premier Tech (2021)               |
| José Joaquín Rojas      | 8 czerwca 1985       | Hiszpania          | Astana (2006)                            |
| Einer Rubio             | 22 lutego 1998       | Kolumbia           | Aran Vejus (2019)                        |
| Sergio Samitier         | 31 sierpnia 1995     | Hiszpania          | Euskadi Basque Country-Murias (2019)     |
| Gonzalo Serrano         | 17 sierpnia 1994     | Hiszpania          | Caja Rural-Seguros RGA (2020)            |
| Iván Sosa               | 31 października 1997 | Kolumbia           | Ineos Grenadiers (2021)                  |
| Albert Torres           | 26 kwietnia 1990     | Hiszpania          | Inteja-Dominican cycling team (2018)     |
| Carlos Verona           | 4 listopada 1992     | Hiszpania          | Mitchelton-Scott (2018)                  |
| Iván Romeo              | 16 sierpnia 2003     | Hiszpania          | Hagens Berman Axeon (2022)               |
|                         |                      |                    |                                          |
| Źródło: ProCyclingStats |                      |                    |                                          |

#### Zwycięstwa
| Zwycięstwa     | Zwycięstwa                                    | Zwycięstwa                   | Zwycięstwa | Zwycięstwa        | Zwycięstwa |
| Data           | Wyścig                                        | Państwo                      | Kategoria  | Zwycięzca         |            |
| -------------- | --------------------------------------------- | ---------------------------- | ---------- | ----------------- | ---------- |
| 25 sty         | Vuelta a San Juan, 4. etap                    | Argentyna                    | 2.Pro      | Fernando Gaviria  |            |
| 2 lut          | AlUla Tour, 4. etap                           | Arabia Saudyjska             | 2.1        | Ruben Guerreiro   |            |
| 3 lutego 2023  | AlUla Tour, klasyfikacja generalna            | Arabia Saudyjska             | 2.1        | Ruben Guerreiro   |            |
| 13 lut         | Tour of Oman, 3. etap                         | Oman                         | 2.Pro      | Matteo Jorgenson  |            |
| 15 lutego 2023 | Tour of Oman, klasyfikacja generalna          | Oman                         | 2.Pro      | Matteo Jorgenson  |            |
| 22 lut         | UAE Tour, 3. etap                             | Zjednoczone Emiraty Arabskie | 2.UWT      | Einer Rubio       |            |
| 20 kwi         | Tour of the Alps, 4. etap                     | Włochy                       | 2.Pro      | Gregor Mühlberger |            |
| 30 kwi         | Tour de Romandie, 5. etap                     | Szwajcaria                   | 2.UWT      | Fernando Gaviria  |            |
| 19 maj         | Giro d'Italia, 13. etap                       | Szwajcaria                   | 2.UWT      | Einer Rubio       |            |
| 26 maj         | Boucles de la Mayenne, 1. etap                | Francja                      | 2.Pro      | Oier Lazkano      |            |
| 28 maja 2023   | Boucles de la Mayenne, klasyfikacja generalna | Francja                      | 2.Pro      | Oier Lazkano      |            |
| 25 cze         | Mistrzostwa Austrii – start wspólny           | Austria                      | CN         | Gregor Mühlberger |            |
| 25 cze         | Mistrzostwa Hiszpanii – start wspólny         | Hiszpania                    | CN         | Oier Lazkano      |            |
| 18 sie         | Vuelta a Burgos, 4. etap                      | Hiszpania                    | 2.Pro      | Oier Lazkano      |            |
| 25 sie         | Deutschland Tour, 2. etap                     | Niemcy                       | 2.Pro      | Gregor Mühlberger |            |
| 13 wrz         | Grand Prix de Wallonie                        | Belgia                       | 1.Pro      | Gonzalo Serrano   |            |

### 2022
| Skład drużyny 2022                       | Skład drużyny 2022   | Skład drużyny 2022 | Skład drużyny 2022                       |
| Imię i nazwisko                          | Data urodzenia       | Państwo            | Poprzednia grupa                         |
| ---------------------------------------- | -------------------- | ------------------ | ---------------------------------------- |
| Alex Aranburu                            | 19 września 1995     | Hiszpania          | Astana-Premier Tech (2021)               |
| Jorge Arcas                              | 8 lipca 1992         | Hiszpania          | Lizarte (2015)                           |
| William Barta                            | 4 stycznia 1996      | Stany Zjednoczone  | EF Education-Nippo (2021)                |
| Iñigo Elosegui                           | 6 marca 1998         | Hiszpania          | Lizarte (2019)                           |
| Imanol Erviti                            | 15 listopada 1983    | Hiszpania          |                                          |
| Iván García Cortina                      | 20 listopada 1995    | Hiszpania          | Bahrain McLaren (2020)                   |
| Abner González                           | 9 października 2000  | Portoryko          | Inteja-Imca-Ridea DCT (2019)             |
| Juri Hollmann                            | 30 sierpnia 1999     | Niemcy             | Heizomat rad-net.de (2019)               |
| Gorka Izagirre                           | 7 października 1987  | Hiszpania          | Astana-Premier Tech (2021)               |
| Johan Jacobs                             | 1 marca 1997         | Szwajcaria         | Lotto-Soudal U23 (2019)                  |
| Matteo Jorgenson                         | 1 lipca 1999         | Stany Zjednoczone  | Chambéry CF (2019)                       |
| Max Kanter                               | 22 października 1997 | Niemcy             | Team DSM (2021)                          |
| Oier Lazkano                             | 7 listopada 1999     | Hiszpania          | Caja Rural-Seguros RGA (2021)            |
| Enric Mas                                | 7 stycznia 1995      | Hiszpania          | Deceuninck-Quick Step (2019)             |
| Lluís Mas                                | 15 października 1989 | Hiszpania          | Caja Rural-Seguros RGA (2018)            |
| Gregor Mühlberger                        | 4 kwietnia 1994      | Austria            | Bora-Hansgrohe (2020)                    |
| Mathias Norsgaard                        | 5 maja 1997          | Dania              | Riwal Readynez (2019)                    |
| Nelson Oliveira                          | 6 marca 1989         | Portugalia         | Lampre-Merida (2015)                     |
| Antonio Pedrero                          | 23 października 1991 | Hiszpania          | Inteja-MMR Dominican cycling team (2015) |
| Vinicius Rangel                          | 26 maja 2001         | Brazylia           | Telco.m-On Clima-Osés (2021)             |
| Óscar Rodríguez                          | 6 maja 1995          | Hiszpania          | Astana-Premier Tech (2021)               |
| José Joaquín Rojas                       | 8 czerwca 1985       | Hiszpania          | Astana (2006)                            |
| Einer Rubio                              | 22 lutego 1998       | Kolumbia           | Aran Vejus (2019)                        |
| Sergio Samitier                          | 31 sierpnia 1995     | Hiszpania          | Euskadi Basque Country-Murias (2019)     |
| Gonzalo Serrano                          | 17 sierpnia 1994     | Hiszpania          | Caja Rural-Seguros RGA (2020)            |
| Iván Sosa                                | 31 października 1997 | Kolumbia           | Ineos Grenadiers (2021)                  |
| Albert Torres                            | 26 kwietnia 1990     | Hiszpania          | Inteja-Dominican cycling team (2018)     |
| Alejandro Valverde                       | 25 kwietnia 1980     | Hiszpania          | Comunidad Valenciana-Kelme (2004)        |
| Carlos Verona                            | 4 listopada 1992     | Hiszpania          | Mitchelton-Scott (2018)                  |
|                                          |                      |                    |                                          |
| Źródła: ProCyclingStats Cycling Archives |                      |                    |                                          |

### 2021
| Skład drużyny 2021                       | Skład drużyny 2021   | Skład drużyny 2021 | Skład drużyny 2021                       |
| Imię i nazwisko                          | Data urodzenia       | Państwo            | Poprzednia grupa                         |
| ---------------------------------------- | -------------------- | ------------------ | ---------------------------------------- |
| Juan Diego Alba                          | 11 września 1997     | Kolumbia           | Coldeportes-Zenú (2019)                  |
| Jorge Arcas                              | 8 lipca 1992         | Hiszpania          | Lizarte (2015)                           |
| Héctor Carretero                         | 28 maja 1995         | Hiszpania          | Lizarte (2016)                           |
| Dario Cataldo                            | 17 marca 1985        | Włochy             | Astana (2019)                            |
| Gabriel Cullaigh                         | 8 kwietnia 1996      | Wielka Brytania    | Team Wiggins Le Col (2019)               |
| Iñigo Elosegui                           | 6 marca 1998         | Hiszpania          | Lizarte (2019)                           |
| Imanol Erviti                            | 15 listopada 1983    | Hiszpania          |                                          |
| Iván García Cortina                      | 20 listopada 1995    | Hiszpania          | Bahrain McLaren (2020)                   |
| Abner González                           | 9 października 2000  | Portoryko          | Inteja-Imca-Ridea DCT (2019)             |
| Juri Hollmann                            | 30 sierpnia 1999     | Niemcy             | Heizomat rad-net.de (2019)               |
| Johan Jacobs                             | 1 marca 1997         | Szwajcaria         | Lotto-Soudal U23 (2019)                  |
| Matteo Jorgenson                         | 1 lipca 1999         | Stany Zjednoczone  | Chambéry CF (2019)                       |
| Miguel Ángel López (1 sty–30 wrz)        | 4 lutego 1994        | Kolumbia           | Astana (2020)                            |
| Lluís Mas                                | 15 października 1989 | Hiszpania          | Caja Rural-Seguros RGA (2018)            |
| Enric Mas                                | 7 stycznia 1995      | Hiszpania          | Deceuninck-Quick Step (2019)             |
| Sebastián Mora                           | 19 lutego 1988       | Hiszpania          | Caja Rural-Seguros RGA (2019)            |
| Gregor Mühlberger                        | 4 kwietnia 1994      | Austria            | Bora-Hansgrohe (2020)                    |
| Mathias Norsgaard                        | 5 maja 1997          | Dania              | Riwal Readynez (2019)                    |
| Nelson Oliveira                          | 6 marca 1989         | Portugalia         | Lampre-Merida (2015)                     |
| Antonio Pedrero                          | 23 października 1991 | Hiszpania          | Inteja-MMR Dominican cycling team (2015) |
| José Joaquín Rojas                       | 8 czerwca 1985       | Hiszpania          | Astana (2006)                            |
| Einer Rubio                              | 22 lutego 1998       | Kolumbia           | Aran Vejus (2019)                        |
| Sergio Samitier                          | 31 sierpnia 1995     | Hiszpania          | Euskadi Basque Country-Murias (2019)     |
| Gonzalo Serrano                          | 17 sierpnia 1994     | Hiszpania          | Caja Rural-Seguros RGA (2020)            |
| Marc Soler                               | 22 listopada 1993    | Hiszpania          | Lizarte-AD Galibier (2014)               |
| Albert Torres                            | 26 kwietnia 1990     | Hiszpania          | Inteja-Dominican cycling team (2018)     |
| Alejandro Valverde                       | 25 kwietnia 1980     | Hiszpania          | Comunidad Valenciana-Kelme (2004)        |
| Carlos Verona                            | 4 listopada 1992     | Hiszpania          | Mitchelton-Scott (2018)                  |
| Davide Villella                          | 27 czerwca 1991      | Włochy             | Astana (2019)                            |
|                                          |                      |                    |                                          |
| Źródła: ProCyclingStats Cycling Archives |                      |                    |                                          |

### 2020
| Skład drużyny 2020                       | Skład drużyny 2020   | Skład drużyny 2020 | Skład drużyny 2020                       |
| Imię i nazwisko                          | Data urodzenia       | Państwo            | Poprzednia grupa                         |
| ---------------------------------------- | -------------------- | ------------------ | ---------------------------------------- |
| Juan Diego Alba                          | 11 września 1997     | Kolumbia           | Coldeportes-Zenú (2019)                  |
| Jorge Arcas                              | 8 lipca 1992         | Hiszpania          | Lizarte (2015)                           |
| Carlos Betancur (1 sty–31 sie)           | 13 października 1989 | Kolumbia           | AG2R La Mondiale (2015)                  |
| Héctor Carretero                         | 28 maja 1995         | Hiszpania          | Lizarte (2016)                           |
| Dario Cataldo                            | 17 marca 1985        | Włochy             | Astana (2019)                            |
| Gabriel Cullaigh                         | 8 kwietnia 1996      | Wielka Brytania    | Team Wiggins Le Col (2019)               |
| Iñigo Elosegui                           | 6 marca 1998         | Hiszpania          | Lizarte (2019)                           |
| Imanol Erviti                            | 15 listopada 1983    | Hiszpania          |                                          |
| Juri Hollmann                            | 30 sierpnia 1999     | Niemcy             | Heizomat rad-net.de (2019)               |
| Johan Jacobs                             | 1 marca 1997         | Szwajcaria         | Lotto-Soudal U23 (2019)                  |
| Matteo Jorgenson                         | 1 lipca 1999         | Stany Zjednoczone  | Chambéry CF (2019)                       |
| Lluís Mas                                | 15 października 1989 | Hiszpania          | Caja Rural-Seguros RGA (2018)            |
| Enric Mas                                | 7 stycznia 1995      | Hiszpania          | Deceuninck-Quick Step (2019)             |
| Sebastián Mora                           | 19 lutego 1988       | Hiszpania          | Caja Rural-Seguros RGA (2019)            |
| Mathias Norsgaard                        | 5 maja 1997          | Dania              | Riwal Readynez (2019)                    |
| Nelson Oliveira                          | 6 marca 1989         | Portugalia         | Lampre-Merida (2015)                     |
| Antonio Pedrero                          | 23 października 1991 | Hiszpania          | Inteja-MMR Dominican cycling team (2015) |
| Eduard Prades                            | 9 sierpnia 1987      | Hiszpania          | Euskadi-Murias (2018)                    |
| Jürgen Roelandts                         | 2 lipca 1985         | Belgia             | BMC Racing Team (2018)                   |
| José Joaquín Rojas                       | 8 czerwca 1985       | Hiszpania          | Astana (2006)                            |
| Einer Rubio                              | 22 lutego 1998       | Kolumbia           | Aran Vejus (2019)                        |
| Sergio Samitier                          | 31 sierpnia 1995     | Hiszpania          | Euskadi Basque Country-Murias (2019)     |
| Eduardo Sepúlveda                        | 13 czerwca 1991      | Argentyna          | Fortuneo-Oscaro (2017)                   |
| Marc Soler                               | 22 listopada 1993    | Hiszpania          | Lizarte-AD Galibier (2014)               |
| Albert Torres                            | 26 kwietnia 1990     | Hiszpania          | Inteja-Dominican cycling team (2018)     |
| Alejandro Valverde                       | 25 kwietnia 1980     | Hiszpania          | Comunidad Valenciana-Kelme (2004)        |
| Carlos Verona                            | 4 listopada 1992     | Hiszpania          | Mitchelton-Scott (2018)                  |
| Davide Villella                          | 27 czerwca 1991      | Włochy             | Astana (2019)                            |
|                                          |                      |                    |                                          |
| Źródła: ProCyclingStats Cycling Archives |                      |                    |                                          |

### 2019

#### Skład
| Skład drużyny 2019                                        | Skład drużyny 2019   | Skład drużyny 2019 | Skład drużyny 2019                         |
| Imię i nazwisko                                           | Data urodzenia       | Państwo            | Poprzednia grupa                           |
| --------------------------------------------------------- | -------------------- | ------------------ | ------------------------------------------ |
| Andrey Amador                                             | 29 sierpnia 1986     | Kostaryka          | Lizarte (2008)                             |
| Winner Anacona                                            | 11 sierpnia 1988     | Kolumbia           | Lampre-Merida (2014)                       |
| Jorge Arcas                                               | 8 lipca 1992         | Hiszpania          | Lizarte (2015)                             |
| Carlos Barbero                                            | 29 kwietnia 1991     | Hiszpania          | Caja Rural-Seguros RGA (2016)              |
| Daniele Bennati                                           | 24 września 1980     | Włochy             | Tinkoff (2016)                             |
| Carlos Betancur                                           | 13 października 1989 | Kolumbia           | AG2R La Mondiale (2015)                    |
| Richard Carapaz                                           | 29 maja 1993         | Ekwador            | Lizarte (2016)                             |
| Héctor Carretero                                          | 28 maja 1995         | Hiszpania          | Lizarte (2016)                             |
| Jaime Castrillo                                           | 13 marca 1996        | Hiszpania          | Lizarte (2017)                             |
| Imanol Erviti                                             | 15 listopada 1983    | Hiszpania          |                                            |
| Rubén Fernández                                           | 1 marca 1991         | Hiszpania          | Caja Rural-Seguros RGA (2014)              |
| Mikel Landa                                               | 13 grudnia 1989      | Hiszpania          | Team Sky (2017)                            |
| Lluís Mas                                                 | 15 października 1989 | Hiszpania          | Caja Rural-Seguros RGA (2018)              |
| Nelson Oliveira                                           | 6 marca 1989         | Portugalia         | Lampre-Merida (2015)                       |
| Antonio Pedrero                                           | 23 października 1991 | Hiszpania          | Inteja-MMR Dominican cycling team (2015)   |
| Eduard Prades                                             | 9 sierpnia 1987      | Hiszpania          | Euskadi-Murias (2018)                      |
| Nairo Quintana                                            | 4 lutego 1990        | Kolumbia           | Colombia es Pasión-Café de Colombia (2011) |
| Jürgen Roelandts                                          | 2 lipca 1985         | Belgia             | BMC Racing Team (2018)                     |
| José Joaquín Rojas                                        | 8 czerwca 1985       | Hiszpania          | Astana (2006)                              |
| Eduardo Sepúlveda                                         | 13 czerwca 1991      | Argentyna          | Fortuneo-Oscaro (2017)                     |
| Marc Soler                                                | 22 listopada 1993    | Hiszpania          | Lizarte-AD Galibier (2014)                 |
| Jasha Sütterlin                                           | 4 listopada 1992     | Niemcy             | Thüringer Energie Team (2013)              |
| Rafael Valls                                              | 25 czerwca 1987      | Hiszpania          | Lotto-Soudal (2017)                        |
| Alejandro Valverde                                        | 25 kwietnia 1980     | Hiszpania          | Comunidad Valenciana-Kelme (2004)          |
| Carlos Verona                                             | 4 listopada 1992     | Hiszpania          | Mitchelton-Scott (2018)                    |
|                                                           |                      |                    |                                            |
| Źródła: ProCyclingStats Cycling Quotient Cycling Archives |                      |                    |                                            |

#### Zwycięstwa
| Zwycięstwa     | Zwycięstwa                                           | Zwycięstwa                   | Zwycięstwa | Zwycięstwa         | Zwycięstwa |
| Data           | Wyścig                                               | Państwo                      | Kategoria  | Zwycięzca          |            |
| -------------- | ---------------------------------------------------- | ---------------------------- | ---------- | ------------------ | ---------- |
| 1 lut          | Vuelta a San Juan, 5. etap                           | Argentyna                    | 2.1        | Winner Anacona     |            |
| 3 lutego 2019  | Vuelta a San Juan, klasyfikacja generalna            | Argentyna                    | 2.1        | Winner Anacona     |            |
| 15 lut         | Tour de La Provence, 2. etap                         | Francja                      | 2.1        | Eduard Prades      |            |
| 17 lut         | Tour Colombia, 6. etap                               | Kolumbia                     | 2.1        | Nairo Quintana     |            |
| 26 lut         | UAE Tour, 3. etap                                    | Zjednoczone Emiraty Arabskie | 2.UWT      | Alejandro Valverde |            |
| 28 mar         | Settimana Internazionale di Coppi e Bartali, 2. etap | Włochy                       | 2.1        | Mikel Landa        |            |
| 14 kwi         | Klasika Primavera                                    | Hiszpania                    | 1.1        | Carlos Betancur    |            |
| 4 maj          | Vuelta a Asturias, 2. etap                           | Hiszpania                    | 2.1        | Richard Carapaz    |            |
| 5 maja 2019    | Vuelta a Asturias, klasyfikacja generalna            | Hiszpania                    | 2.1        | Richard Carapaz    |            |
| 14 maj         | Giro d'Italia, 4. etap                               | Włochy                       | 2.UWT      | Richard Carapaz    |            |
| 19 maja 2019   | Vuelta a Aragón, klasyfikacja generalna              | Hiszpania                    | 2.1        | Eduard Prades      |            |
| 25 maj         | Giro d'Italia, 14. etap                              | Włochy                       | 2.UWT      | Richard Carapaz    |            |
| 2 czerwca 2019 | Giro d'Italia, klasyfikacja generalna                | Włochy                       | 2.UWT      | Richard Carapaz    |            |

## Ważniejsze sukcesy (1980-2012)
1980
- 1. miejsce na 16. etapie (część a) Vuelta a España: Dominique Arnaud

1981
- 1. miejsce w klasyfikacji górskiej Vuelta a España: José Luis Laguia Martinez

1982
- mistrz Hiszpanii w wyścigu ze startu wspólnego: José Luis Laguia Martinez
- 1. miejsce na 6., 9. i 11. etapie Vuelta a España: José Luis Laguia Martinez
- 1. miejsce na 8. etapie Vuelta a España: Jesus Hernandez Ubeda
- 1. miejsce na 15. etapie (część b, ITT) Vuelta a España: Angel Arroyo
- 1. miejsce w klasyfikacji górskiej Vuelta a España: José Luis Laguia Martinez

1983
- mistrz Hiszpanii w wyścigu ze startu wspólnego: Carlos Hernandez Bailo
- 1. miejsce na 14. etapie Vuelta a España: Carlos Hernandez Bailo
- 1. miejsce na 16. etapie Vuelta a España: José Luis Laguia Martinez
- 1. miejsce na 18. etapie Vuelta a España: Jesus Hernandez Ubeda
- 1. miejsce w klasyfikacji górskiej Vuelta a España: José Luis Laguia Martinez
- 1. miejsce na 15. etapie (ITT) Tour de France: Angel Arroyo

1984
- 1. miejsce na 14. (ITT) i 18. etapie (część b, ITT) Vuelta a España: Julian Gorospe
- 1. miejsce na 19. etapie Tour de France: Angel Arroyo

1985
- 1. miejsce w klasyfikacji górskiej Vuelta a España: José Luis Laguia Martinez
- 1. miejsce na 15. etapie Tour de France: Eduardo Chozas Olmo

1986
- 1. miejsce na 1. i 20. etapie Vuelta a España: Marc Gomez
- 1. miejsce w klasyfikacji górskiej Vuelta a España: José Luis Laguia Martinez
- 1. miejsce na 19. etapie Tour de France: Julian Gorospe
- 1. miejsce na 5. etapie (część a) Volta Ciclista a Catalunya: Dominique Arnaud

1987
- 1. miejsce na 16. etapie Vuelta a España: Dominique Arnaud

1988
- 1. miejsce na 13. (ITT) i 14. etapie Tour de France: Pedro Delgado
- 1. miejsce w klasyfikacji generalnej Tour de France: Pedro Delgado
- 1. miejsce na 6. etapie (część a, ITT) Volta Ciclista a Catalunya: Miguel Indurain
- 1. miejsce w klasyfikacji generalnej Volta Ciclista a Catalunya: Miguel Indurain

1989
- 1. miejsce w klasyfikacji generalnej Paryż-Nicea: Miguel Indurain
- 1. miejsce na 12., 15. (ITT) i 20. (ITT) etapie Vuelta a España: Pedro Delgado
- 1. miejsce w klasyfikacji generalnej Vuelta a España: Pedro Delgado
- 1. miejsce na 9. etapie Tour de France: Miguel Indurain

1990
- 1. miejsce na 6. etapie Paryż-Nicea: Miguel Indurain
- 1. miejsce w klasyfikacji generalnej Paryż-Nicea: Miguel Indurain
- 1. miejsce na 16. etapie Tour de France: Miguel Indurain
- 1. miejsce w Clásica de San Sebastián: Miguel Indurain

1991
- mistrz Francji w wyścigu ze startu wspólnego: Armand De Las Cuevas
- 1. miejsce na 8. etapie (ITT) Tour de France: Miguel Indurain
- 1. miejsce w klasyfikacji generalnej Tour de France: Miguel Indurain
- 1. miejsce w GP Ouest France-Plouay: Armand De Las Cuevas
- 1. miejsce na 5. etapie (ITT) Volta Ciclista a Catalunya: Miguel Indurain
- 1. miejsce w klasyfikacji generalnej Volta Ciclista a Catalunya: Miguel Indurain

1992
- mistrz Hiszpanii w wyścigu ze startu wspólnego: Miguel Indurain
- 1. miejsce na 9. etapie (ITT) Paryż-Nicea: Jean-François Bernard
- 1. miejsce w klasyfikacji generalnej Paryż-Nicea: Jean-François Bernard
- 1. miejsce w prologu Tour de Romandie: Armand De Las Cuevas
- 1. miejsce na 4. etapie (część b, ITT) Tour de Romandie: Miguel Indurain
- 1. miejsce na 14. etapie Vuelta a España: Pedro Delgado
- 1. miejsce na 3. etapie Volta Ciclista a Catalunya: Jean-François Bernard
- 1. miejsce w klasyfikacji generalnej Volta Ciclista a Catalunya: Miguel Indurain
- 1. miejsce na 3. (ITT) i 21. (ITT) etapie Giro d’Italia: Miguel Indurain
- 1. miejsce w klasyfikacji generalnej Giro d’Italia: Miguel Indurain
- 1. miejsce w prologu (ITT), na 9. (ITT) i 19. (ITT) etapie Tour de France: Miguel Indurain
- 1. miejsce w klasyfikacji generalnej Tour de France: Miguel Indurain

1993
- 1. miejsce na 7. etapie Paryż-Nicea: Armand De Las Cuevas
- 1. miejsce na 5. etapie Vuelta a España: Marino Alonso
- 1. miejsce na 10. (ITT) i 19. (ITT) etapie Giro d’Italia: Miguel Indurain
- 1. miejsce w klasyfikacji generalnej Giro d’Italia: Miguel Indurain
- 1. miejsce w prologu (ITT) i na 9. (ITT) etapie Tour de France: Miguel Indurain
- 1. miejsce w klasyfikacji generalnej Tour de France: Miguel Indurain

1994
- 1. miejsce na 9. etapie (ITT) Tour de France: Miguel Indurain
- 1. miejsce w klasyfikacji generalnej Tour de France: Miguel Indurain
- 1. miejsce na 7. etapie (ITT) Volta Ciclista a Catalunya: Aitor Garmendia

1995
- mistrz Świata w jeździe indywidualnej na czas: Miguel Indurain
- mistrz Hiszpanii w wyścigu ze startu wspólnego: Jesus Montoya Alarcon
- 1. miejsce na 3. etapie (ITT) Critérium du Dauphiné: Miguel Indurain
- 1. miejsce w klasyfikacji generalnej Critérium du Dauphiné: Miguel Indurain
- 1. miejsce na 8. (ITT) i 19. (ITT) etapie Tour de France: Miguel Indurain
- 1. miejsce w klasyfikacji generalnej Tour de France: Miguel Indurain
- 1. miejsce na 4. etapie Volta Ciclista a Catalunya: José María Jiménez

1996
- Mistrz Olimpijski w jeździe indywidualnej na czas: Miguel Indurain
- 1. miejsce na 5. (ITT) i 6. etapie Critérium du Dauphiné: Miguel Indurain
- 1. miejsce w klasyfikacji generalnej Critérium du Dauphiné: Miguel Indurain

1997
- mistrz Hiszpanii w wyścigu ze startu wspólnego: José María Jiménez
- mistrz Wielkiej Brytanii w wyścigu ze startu wspólnego: Jeremy Hunt
- 1. miejsce na 6. etapie Critérium du Dauphiné: Abraham Olano
- 1. miejsce na 20. etapie (ITT) Tour de France: Abraham Olano
- 1. miejsce na 14. etapie Vuelta a España: José Vicente García Acosta
- 1. miejsce na 19. etapie Vuelta a España: José María Jiménez
- 1. miejsce w klasyfikacji górskiej Vuelta a España: José María Jiménez

1998
- mistrz Świata w jeździe indywidualnej na czas: Abraham Olano
- mistrz Hiszpanii w jeździe indywidualnej na czas: Abraham Olano
- 1. miejsce na 3. etapie Critérium du Dauphiné: José María Jiménez
- 1. miejsce na 7. etapie Critérium du Dauphiné: Miguel Ángel Cáceres
- 1. miejsce w klasyfikacji generalnej Critérium du Dauphiné: Armand De Las Cuevas
- 1. miejsce na 6., 10., 11. i 16. etapie Vuelta a España: José María Jiménez
- 1. miejsce na 9. etapie (ITT) Vuelta a España: Abraham Olano
- 1. miejsce w klasyfikacji generalnej Vuelta a España: Abraham Olano
- 1. miejsce w klasyfikacji górskiej Vuelta a España: José María Jiménez

1999
- 1. miejsce na 7. etapie (ITT) Volta Ciclista a Catalunya: Manuel Beltrán
- 1. miejsce w klasyfikacji generalnej Volta Ciclista a Catalunya: Manuel Beltrán
- 1. miejsce na 8. etapie Vuelta a España: José María Jiménez
- 1. miejsce na 13. etapie Vuelta a España: Alex Zülle
- 1. miejsce w klasyfikacji górskiej Vuelta a España: José María Jiménez

2000
- 1. miejsce na 7. i 8. (ITT) etapie Volta Ciclista a Catalunya: José María Jiménez
- 1. miejsce w klasyfikacji generalnej Volta Ciclista a Catalunya: José María Jiménez
- 1. miejsce na 13. etapie Tour de France: José Vicente García Acosta
- 1. miejsce w klasyfikacji młodzieżowej Tour de France: Francisco Mancebo
- 1. miejsce na 1. (ITT) etapie Vuelta a España: Alex Zülle
- 1. miejsce na 5. etapie Vuelta a España: Eladio Jimenez Sanchez

2001
- 1. miejsce na 11. etapie Giro d’Italia: Pablo Lastras
- 1. miejsce na 5. etapie Vuelta a España: Juan Miguel Mercado
- 1. miejsce na 8., 11. i 12. etapie Vuelta a España: José María Jiménez
- 1. miejsce na 10. etapie Vuelta a España: Santiago Blanco
- 1. miejsce w klasyfikacji punktowej Vuelta a España: José María Jiménez
- 1. miejsce w klasyfikacji górskiej Vuelta a España: José María Jiménez

2002
- 1. miejsce na 3. etapie Vuelta al País Vasco: Aitor Osa
- 1. miejsce w klasyfikacji generalnej Vuelta al País Vasco: Aitor Osa
- 1. miejsce na 2. etapie Critérium du Dauphiné: Dienis Mieńszow
- 1. miejsce na 9. i 11. etapie Vuelta a España: Pablo Lastras
- 1. miejsce na 18. etapie Vuelta a España: Santiago Blanco
- 1. miejsce na 19. etapie Vuelta a España: José Vicente García Acosta
- 1. miejsce w klasyfikacji górskiej Vuelta a España: Aitor Osa

2003
- mistrz Hiszpanii w wyścigu ze startu wspólnego: Rubén Plaza
- 1. miejsce na 6. etapie Critérium du Dauphiné: Juan Miguel Mercado
- 1. miejsce na 11. etapie Tour de France: Juan Antonio Flecha
- 1. miejsce na 18. etapie Tour de France: Pablo Lastras
- 1. miejsce w klasyfikacji młodzieżowej Tour de France: Dienis Mieńszow

2004
- mistrz Hiszpanii w wyścigu ze startu wspólnego: Francisco Mancebo
- mistrz Hiszpanii w jeździe indywidualnej na czas: Iván Gutiérrez
- 1. miejsce na 6. etapie Paryż-Nicea: Dienis Mieńszow
- 1. miejsce na 4. etapie Vuelta al País Vasco: Dienis Mieńszow
- 1. miejsce w klasyfikacji generalnej Vuelta al País Vasco: Dienis Mieńszow
- 1. miejsce na 7. etapie Volta Ciclista a Catalunya: Isaac Gálvez
- 1. miejsce w klasyfikacji młodzieżowej Tour de France: Władimir Karpiec
- 1. miejsce na 5. etapie Vuelta a España: Dienis Mieńszow

2005
- mistrz Hiszpanii w jeździe indywidualnej na czas: Iván Gutiérrez
- 1. miejsce na 3. etapie Paryż-Nicea: Vicente Reynes
- 1. miejsce na 7. etapie Paryż-Nicea: Alejandro Valverde
- 1. miejsce w klasyfikacji młodzieżowej Paryż-Nicea: Alejandro Valverde
- 1. miejsce w klasyfikacji górskiej Tirreno-Adriático: José Luis Carrasco
- 1. miejsce na 3. i 4. etapie Vuelta al País Vasco: Alejandro Valverde
- 1. miejsce w klasyfikacji górskiej Critérium du Dauphiné: Iván Gutiérrez
- 1. miejsce na 8. etapie Tour de Suisse: Pablo Lastras
- 1. miejsce na 10. etapie Tour de France: Alejandro Valverde
- 1. miejsce na 10. etapie Vuelta a España: Francisco Mancebo
- 2. miejsce w klasyfikacji generalnej Paryż-Nicea: Alejandro Valverde
- 4. miejsce w klasyfikacji generalnej Tour de France: Francisco Mancebo
- 7. miejsce w klasyfikacji generalnej Giro d’Italia: Władimir Karpiec

2006
- mistrz Francji w wyścigu ze startu wspólnego: Florent Brard
- 1. miejsce na 5. etapie Paryż-Nicea: Joaquim Rodríguez
- 1. miejsce na 1. etapie Vuelta al País Vasco: Alejandro Valverde
- 1. miejsce w klasyfikacji punktowej Vuelta al País Vasco: Alejandro Valverde
- 1. miejsce w La Flèche Wallonne: Alejandro Valverde
- 1. miejsce w Liège-Bastogne-Liège: Alejandro Valverde
- 1. miejsce na 4. etapie Tour de Romandie: Alejandro Valverde
- 1. miejsce w klasyfikacji punktowej Tour de Romandie: Alejandro Valverde
- 1. miejsce na 12. etapie Giro d’Italia: Joan Horrach
- 1. miejsce w klasyfikacji generalnej Tour de France: Óscar Pereiro
- 1. miejsce na 7. etapie Vuelta a España: Alejandro Valverde
- 1. miejsce w rankingu UCI Pro Tour: Alejandro Valverde
- 2. miejsce w klasyfikacji generalnej Vuelta al País Vasco: Alejandro Valverde
- 3. miejsce w klasyfikacji generalnej Paryż-Nicea: Antonio Colom
- 3. miejsce w klasyfikacji generalnej Vuelta al País Vasco: Antonio Colom
- 3. miejsce w klasyfikacji generalnej Tour de Romandie: Alejandro Valverde

2007
- mistrz Hiszpanii w wyścigu ze startu wspólnego: Joaquim Rodríguez
- mistrz Hiszpanii w jeździe indywidualnej na czas: Iván Gutiérrez
- 1. miejsce na 6. etapie Paryż-Nicea: Luis León Sánchez
- 1. miejsce w klasyfikacji drużynowej Paryż-Nicea
- 1. miejsce na 1. etapie (TTT) Volta Ciclista a Catalunya
- 1. miejsce w klasyfikacji generalnej Volta Ciclista a Catalunya: Władimir Karpiec
- 1. miejsce w klasyfikacji generalnej Tour de Suisse: Władimir Karpiec
- 2. miejsce w klasyfikacji drużynowej Tour de Suisse
- 1. miejsce na 6. etapie Eneco Tour: Pablo Lastras
- 1. miejsce w klasyfikacji generalnej Eneco Tour: Iván Gutiérrez
- 1. miejsce na 4. etapie Vuelta a España: Władimir Jefimkin
- 1. miejsce w klasyfikacji punktowej Tour de Pologne: José Joaquín Rojas
- 2. miejsce w La Flèche Wallonne: Alejandro Valverde
- 2. miejsce w Liège-Bastogne-Liège: Alejandro Valverde
- 3. miejsce w klasyfikacji generalnej Paryż-Nicea: Luis León Sánchez
- 3. miejsce w Clásica de San Sebastián: Alejandro Valverde
- 6. miejsce w klasyfikacji generalnej Tour de France: Alejandro Valverde
- 10. miejsce w klasyfikacji generalnej Giro d’Italia: David Arroyo
- 10. miejsce w klasyfikacji generalnej Tour de France: Óscar Pereiro

2008
- mistrz Hiszpanii w wyścigu ze startu wspólnego: Alejandro Valverde
- mistrz Hiszpanii w jeździe indywidualnej na czas: Luis León Sánchez
- 1. miejsce w klasyfikacji młodzieżowej Tour Down Under: José Joaquín Rojas
- 1. miejsce na 7. etapie Paryż-Nicea: Luis León Sánchez
- 1. miejsce na 3. etapie Tirreno-Adriático: Joaquim Rodríguez
- 1. miejsce w Liège-Bastogne-Liège: Alejandro Valverde
- 1. miejsce na 1. i 3. (ITT) etapie Critérium du Dauphiné: Alejandro Valverde
- 1. miejsce w klasyfikacji generalnej Critérium du Dauphiné: Alejandro Valverde
- 1. miejsce w klasyfikacji punktowej Critérium du Dauphiné: Alejandro Valverde
- 1. miejsce na 1. etapie Tour de France: Alejandro Valverde
- 1. miejsce na 7. etapie Tour de France: Luis León Sánchez
- 1. miejsce w Clásica de San Sebastián: Alejandro Valverde
- 1. miejsce w prologu (ITT) Eneco Tour: Iván Gutiérrez
- 1. miejsce w klasyfikacji generalnej Eneco Tour: Iván Gutiérrez
- 1. miejsce na 2. etapie Vuelta a España: Alejandro Valverde
- 1. miejsce na 18. etapie Vuelta a España: Imanol Erviti
- 1. miejsce na 19. etapie Vuelta a España: David Arroyo
- 1. miejsce w rankingu UCI Pro Tour: Alejandro Valverde
- 2. miejsce w klasyfikacji generalnej Volta Ciclista a Catalunya: Rigoberto Urán
- 3. miejsce w klasyfikacji generalnej Tour Down Under: José Joaquín Rojas
- 3. miejsce w Amstel Gold Race: Alejandro Valverde
- 8. miejsce w klasyfikacji generalnej Tour de France: Alejandro Valverde

2009
- 1. miejsce w klasyfikacji młodzieżowej Tour Down Under: José Joaquín Rojas
- 1. miejsce na 7. etapie Paryż-Nicea: Luis León Sánchez
- 1. miejsce w klasyfikacji generalnej Paryż-Nicea: Luis León Sánchez
- 1. miejsce na 4. etapie Tirreno-Adriático: Joaquim Rodríguez
- 1. miejsce na 1. etapie Vuelta al País Vasco: Luis León Sánchez
- 1. miejsce w klasyfikacji drużynowej Vuelta al País Vasco
- 1. miejsce na 3. etapie Volta Ciclista a Catalunya: Alejandro Valverde
- 1. miejsce w klasyfikacji generalnej Volta Ciclista a Catalunya: Alejandro Valverde
- 1. miejsce w klasyfikacji generalnej Critérium du Dauphiné: Alejandro Valverde
- 1. miejsce na 8. etapie Tour de France: Luis León Sánchez
- 1. miejsce w klasyfikacji generalnej Vuelta a España: Alejandro Valverde
- 2. miejsce w Liège-Bastogne-Liège: Joaquim Rodríguez
- 3. miejsce w klasyfikacji generalnej Tour Down Under: José Joaquín Rojas
- 3. miejsce w Gandawa-Wevelgem: Matthew Goss
- 8. miejsce w klasyfikacji generalnej Giro d’Italia: David Arroyo

2010
- mistrz Hiszpanii w wyścigu ze startu wspólnego: Iván Gutiérrez
- mistrz Portugalii w jeździe indywidualnej na czas: Rui Costa
- 1. miejsce na 5. etapie Tour Down Under: Luis León Sánchez
- 1. miejsce na 1. i 2. etapie Vuelta al País Vasco: Alejandro Valverde
- 1. miejsce w klasyfikacji punktowej Vuelta al País Vasco: Alejandro Valverde
- 1. miejsce na 5. etapie Tour de Romandie: Alejandro Valverde
- 1. miejsce na 8. etapie Tour de Suisse: Rui Costa
- 1. miejsce w Clásica de San Sebastián: Luis León Sánchez
- 1. miejsce na 9. etapie Vuelta a España: David López
- 1. miejsce na 10. etapie Vuelta a España: Imanol Erviti
- 2. miejsce w klasyfikacji generalnej Tour Down Under: Luis León Sánchez
- 2. miejsce w klasyfikacji generalnej Paryż-Nicea: Luis León Sánchez
- 2. miejsce w klasyfikacji generalnej Giro d’Italia: David Arroyo

2011
- mistrz Hiszpanii w wyścigu ze startu wspólnego: José Joaquín Rojas
- 1. miejsce na 5. etapie Tour Down Under: Francisco Ventoso
- 1. miejsce w klasyfikacji drużynowej Tour Down Under: Francisco Ventoso
- 1. miejsce na 6. etapie Volta Ciclista a Catalunya: José Joaquín Rojas
- 1. miejsce na 2. etapie Vuelta al País Vasco: Wasil Kiryjenka
- 1. miejsce w klasyfikacji drużynowej Vuelta al País Vasco
- 1. miejsce na 6. etapie Giro d’Italia: Francisco Ventoso
- 1. miejsce na 20. etapie Giro d’Italia: Wasil Kiryjenka
- 1. miejsce na 2. etapie Tour de Suisse: Mauricio Soler
- 1. miejsce na 8. etapie Tour de France: Rui Costa
- 1. miejsce na 3. etapie Vuelta a España: Pablo Lastras
- 1. miejsce w Grand Prix Cycliste de Montréal: Rui Costa

2012
- mistrz Hiszpanii w wyścigu ze startu wspólnego: Francisco Ventoso
- mistrz Białorusi w jeździe indywidualnej na czas: Branisłau Samojłau
- 1. miejsce w klasyfikacji generalnej Vuelta a Andalucía: Alejandro Valverde
- 1. miejsce na 2. etapie Vuelta a Andalucía: Alejandro Valverde
- 1. miejsce w klasyfikacji generalnej Vuelta a Murcia: Nairo Quintana
- 1. miejsce na 1. etapie Vuelta a Murcia: Nairo Quintana
- 1. miejsce na 3. etapie Paryż-Nicea: Alejandro Valverde
- 1. miejsce na 1. etapie Vuelta al País Vasco: José Joaquín Rojas
- 1. miejsce w klasyfikacji generalnej Vuelta a Asturias: Beñat Intxausti
- 1. miejsce na 9. etapie Giro d’Italia: Francisco Ventoso